# Összefűzött idők
Az Összefűzött idők (eredeti cím: Entrelazados) 2021 és 2023 között vetített argentin drámasorozat, amelyet Jorge Edelstein alkotott. A főbb szerepekben Carolina Domenech, Clara Alonso, Elena Roger, Benjamín Amadeo és Paula Morales látható.
Argentínában 2021. 13-án került bemutatásra a Disney+-on. Magyarországon 2023. május 24-én mutatja be a Disney+.
2022. május 2-án a sorozatot megújították a második évaddal. 2022 júniusára a sorozatot egy harmadik évaddal is megújították.

## Cselekmény
A 16 éves Allegra nagy szenvedélye a zenés vígjátékok, és arról álmodik, hogy a Nem férek a bőrödbe főszereplőjeként az Eleven O'Clock zenés színházi csoport tagja lesz. Ugyanazzal a darabbal, amely sok évvel ezelőtt híressé tette nagymamáját, Cocót, a zenés színház élő legendáját. Allegra felnéz a nagymamájára, és szeretne egyszer tehetséges színésznő lenni. Ám a múlt eseményei, amelyek a nagymamája, Coco és Allegra édesanyja, Caterina bonyolult és problémás kapcsolatát alakították, mélyen befolyásolják Allegra életét. Ez azonban gyökeresen megváltozik, amikor Allegra egy titokzatos karkötőt talál a szobájában, amely 1994-be repíti. Abba az évbe, amikor Caterina, aki a jelenben egyidős Allegrával, éppen akkor kezdte saját karrierjét az Eleven óra című filmmel. Egy karrier az édesanyja, Cocó árnyékában, aki már akkor is sztár volt, és karrierje csúcsán állt. Allegra a múltban töltött időt arra használja fel, hogy többet megtudjon a családja történetéről. Allegra megpróbálja begyógyítani a sebeket és újra összehozni a családját.

## Szereplők
| Szereplő              | Színész                      | Magyar hang        |
| --------------------- | ---------------------------- | ------------------ |
| Allegra Sharp / Laura | Carolina Domenech            | Ruszkai Szonja     |
| Catherine Sharp       | Clara Alonso                 | Bognár Anna        |
| Catherine Sharp       | Manuela Menendez (tinédzser) | Laudon Andrea      |
| Amelia "Cocó" Sharp   | Elena Roger                  | Kisfalvi Krisztina |
| Lucía Sharp           | Lucila Gandolfo              | Kovács Nóra        |
| Marco Resco           | El Purre                     | Baráth István      |
| Greta                 | Paula Morales                | Solecki Janka      |
| Greta                 | Tatiana Glikman (tinédzser)  | Pekár Adrienn      |
| Félix                 | Kevsho                       | Nagy Gereben       |
| Diego Lasso           | Benjamín Amadeo              | Seder Gábor        |
| Diego Lasso           | Manuel Ramos (tinédzser)     | Rada Bálint        |
| Bárbara Diz           | Berenice Gandullo            | Erdős Borcsa       |
| Bárbara Diz           | Abril Suliansky (tinédzser)  | Hermann Lilla      |
| Sofía Lasso           | Emilia Mernes                | Boldog Emese       |
| Alan                  | Simón Hempe                  | Timon Barnabás     |
| Franco                | Rodrigo Pedreira             | Jakab Csaba        |
| Mike                  | Favio Posca                  | Galbenisz Tomasz   |
| Tomás Diz             | Fabio Aste                   | N/A                |

### Magyar változat
- Magyar szöveg: Márkus Tamás
- Hangmérnök: Gajda Mátyás
- Vágó: Kránitz Bence
- Gyártásvezető: Újréti Zsuzsa
- Szinkronrendező: Pupos Tímea
- Produkciós vezető: Máhr Rita

A szinkront az SDI Media Hungary készítette.

## Évadok
| Évad | Évad | Epizódok | Eredeti sugárzás   | Eredeti sugárzás   | Magyar sugárzás | Magyar sugárzás |
| Évad | Évad | Epizódok | Évadpremier        | Évadfinálé         | Évadpremier     | Évadfinálé      |
| ---- | ---- | -------- | ------------------ | ------------------ | --------------- | --------------- |
|      | 1    | 10       | 2021. november 12. | 2021. november 12. | 2023. május 24. | 2023. május 24. |
|      | 2    | 7        | 2023. május 24.    | 2023. május 24.    | 2023. május 24. | 2023. május 24. |

## Epizódok

### 1. évad
| #   | #   | Eredeti cím         | Magyar cím | Rendezte                        | Írta                                                 | Eredeti premier    | Magyar premier  |
| --- | --- | ------------------- | ---------- | ------------------------------- | ---------------------------------------------------- | ------------------ | --------------- |
| 1.  | 1.  | El brazalete        |            | Nicolás Silbert és Leandro Mark | Laura Farhi, Javier Castro Albano és Claudio Lacelli | 2021. november 12. | 2023. május 24. |
| 2.  | 2.  | Volver al pasado    |            | Nicolás Silbert és Leandro Mark | Laura Farhi és Javier Castro Albano                  | 2021. november 12. | 2023. május 24. |
| 3.  | 3.  | El momento          |            | Nicolás Silbert és Leandro Mark | Laura Farhi és Javier Castro Albano                  | 2021. november 12. | 2023. május 24. |
| 4.  | 4.  | CD Room             |            | Nicolás Silbert és Leandro Mark | Laura Farhi és Javier Castro Albano                  | 2021. november 12. | 2023. május 24. |
| 5.  | 5.  | Tres gardenias      |            | Nicolás Silbert és Leandro Mark | Laura Farhi és Javier Castro Albano                  | 2021. november 12. | 2023. május 24. |
| 6.  | 6.  | Rewind              |            | Nicolás Silbert és Leandro Mark | Laura Farhi és Javier Castro Albano                  | 2021. november 12. | 2023. május 24. |
| 7.  | 7.  | El gran salto       |            | Nicolás Silbert és Leandro Mark | Laura Farhi és Javier Castro Albano                  | 2021. november 12. | 2023. május 24. |
| 8.  | 8.  | El secreto de Lucía |            | Nicolás Silbert és Leandro Mark | Laura Farhi és Javier Castro Albano                  | 2021. november 12. | 2023. május 24. |
| 9.  | 9.  | Just One day        |            | Nicolás Silbert és Leandro Mark | Laura Farhi és Javier Castro Albano                  | 2021. november 12. | 2023. május 24. |
| 10. | 10. | Años luz            |            | Nicolás Silbert és Leandro Mark | Laura Farhi és Javier Castro Albano                  | 2021. november 12. | 2023. május 24. |

## A sorozat készítése
2020 novemberében jelentették be, hogy a Disney+ Latin America megbízta a Pampa Films-t egy új, fiatal közönségnek szóló musicalsorozat elkészítésével, amelynek előzménye, hogy Allegra, a zenés vígjátékokért rajongó lány történetét meséli el, aki egy különleges időutazásra indul, hogy egyesítse családját és beteljesítse szakmai álmát. 2021 januárjában jelentették, hogy Nicolás Silbert és Leandro Mark lesznek az sorozat rendezői, és hogy a Gloriamundi Producciones is gyártja majd. A második évad forgatása 2022. június 24-én ért véget.